# Portinari-altaar
Het Portinari-altaar  of de Portinari-triptiek is een olieverfschilderij van Hugo van der Goes uit circa 1473-1478, waaraan hij wellicht nog tot 1482 is blijven werken. Het is een van de belangrijkste schilderijen van de Vlaamse Primitieven. Het ambitieuze werk wedijvert – ook qua formaat – met het Lam Gods van de gebroeders Van Eyck.
Het altaarstuk werd in 1483 verscheept naar Italië waar het op het hoofdaltaar van de Sant'Egidio, een hospitaalkerk in Florence, werd geplaatst. Het schilderij maakte bij aankomst grote indruk op de Italiaanse kunstenaars en beïnvloedde schilders als Domenico Ghirlandaio, Piero di Cosimo en Piero della Francesca. Eind 19e eeuw verhuisde het naar de Uffizi, eveneens in Florence.

## Geschiedenis

### De opdrachtgevers
De opdrachtgevers waren Tommaso Portinari, een vertegenwoordiger in Brugge van de Florentijnse Medici-bank, en zijn vrouw Maria Baroncelli, die samen met drie van hun kinderen op het altaarstuk zijn afgebeeld. Het was bestemd voor de Sant'Egidio-kerk van de Ospedale di Santa Maria Nuova, een hospitaal/gasthuis in Florence dat in 1288 was gesticht door een voorouder van Tommaso. De gotische kerk, die een romaanse voorganger grotendeels verving, was op 9 september 1419 door paus Martinus V ingewijd. Hugo's altaarstuk moest een eerder werk met De aanbidding door de wijzen uit ca. 1420-1422 door Lorenzo Monaco vervangen.

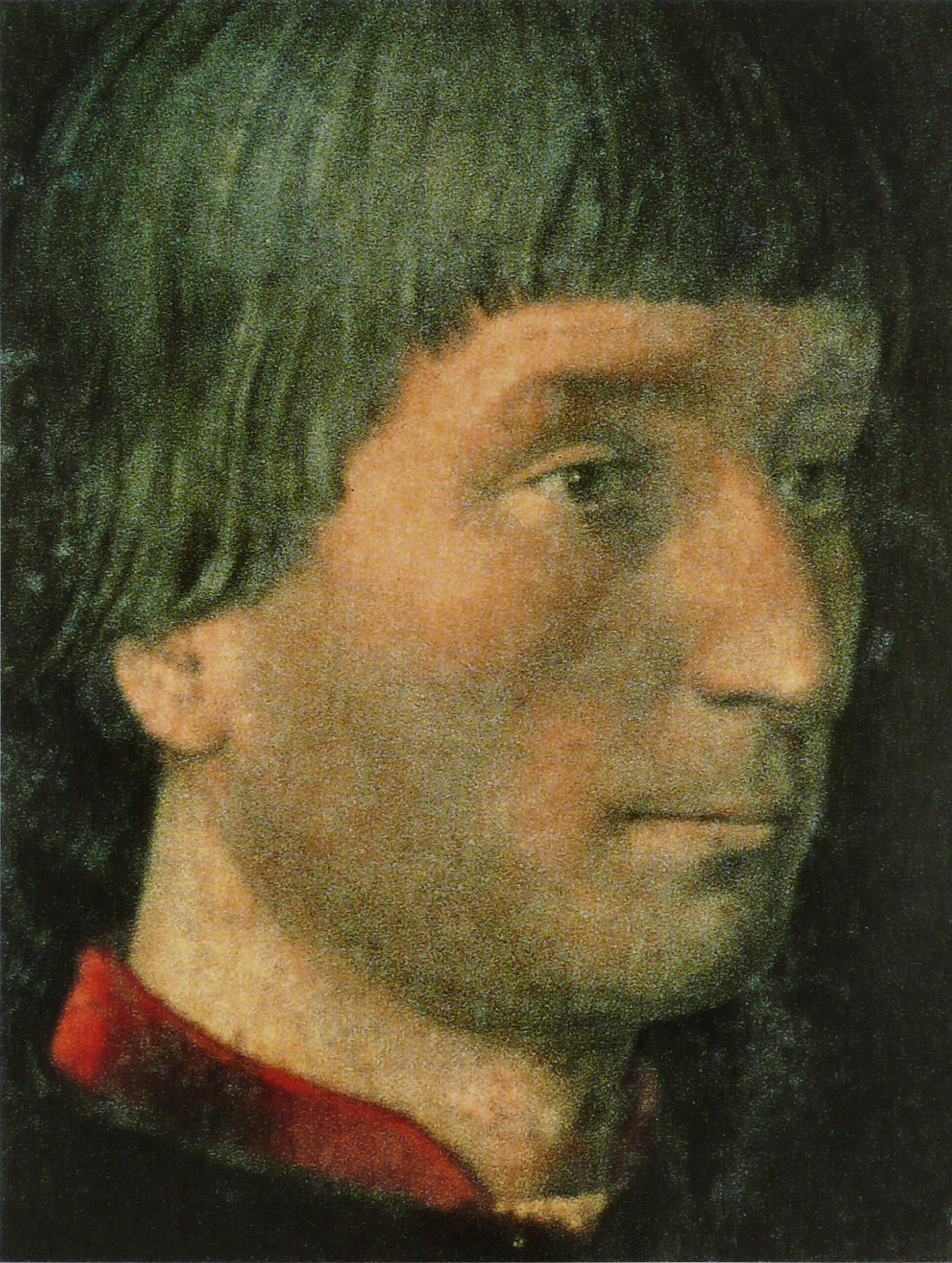
Portinari-altaar (detail): Tommaso Portinari
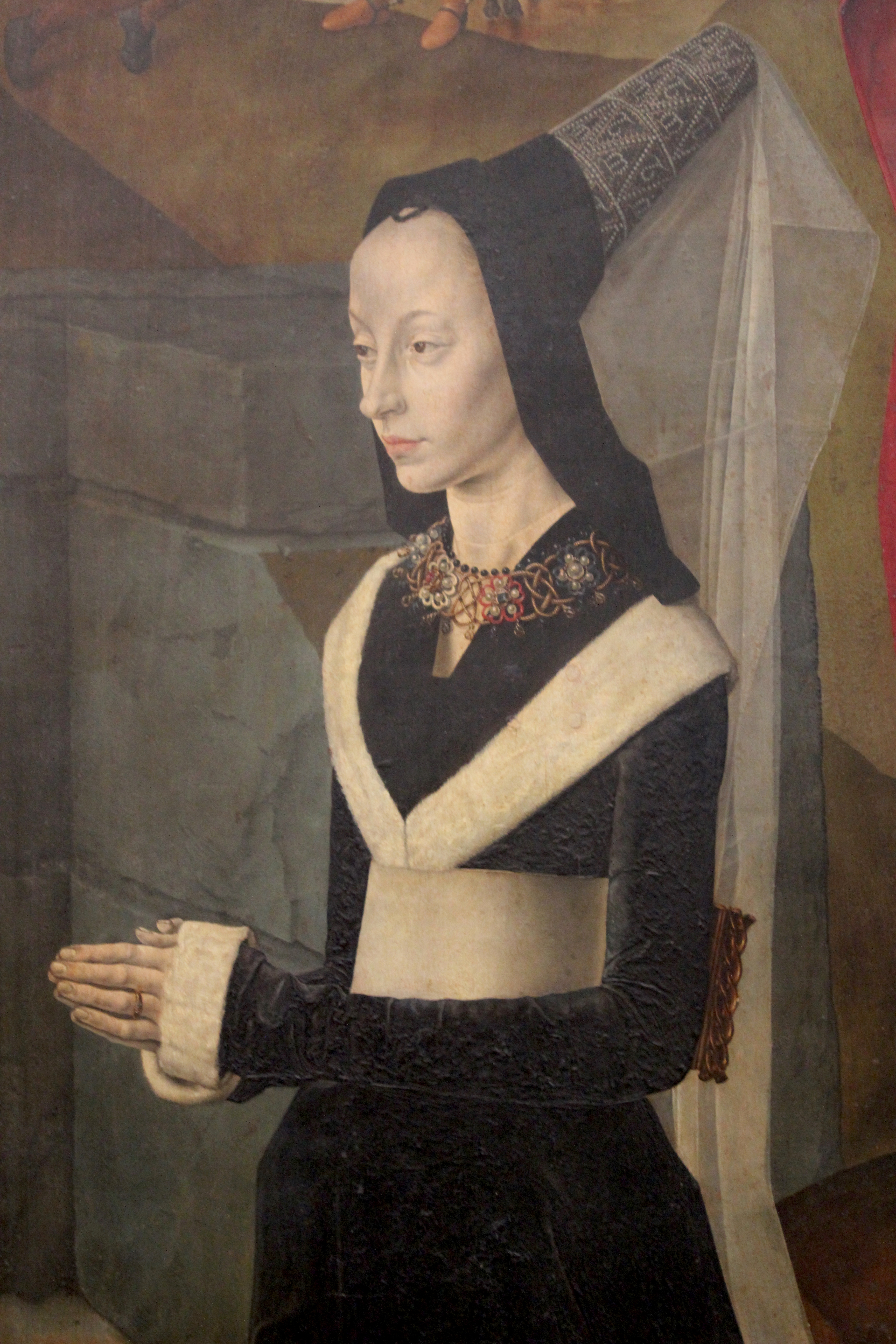
Portinari-altaar (detail): Maria Baroncelli

Portinari had al eerder opdrachten verstrekt aan Hans Memling, waaronder een devotietriptiek met portretten van Portinari en zijn vrouw Maria Baroncelli (het middendeel met Maria en kind is verloren gegaan). Maria Baroncelli draagt hier dezelfde halsketting en hennin als op het Portinari-altaar.

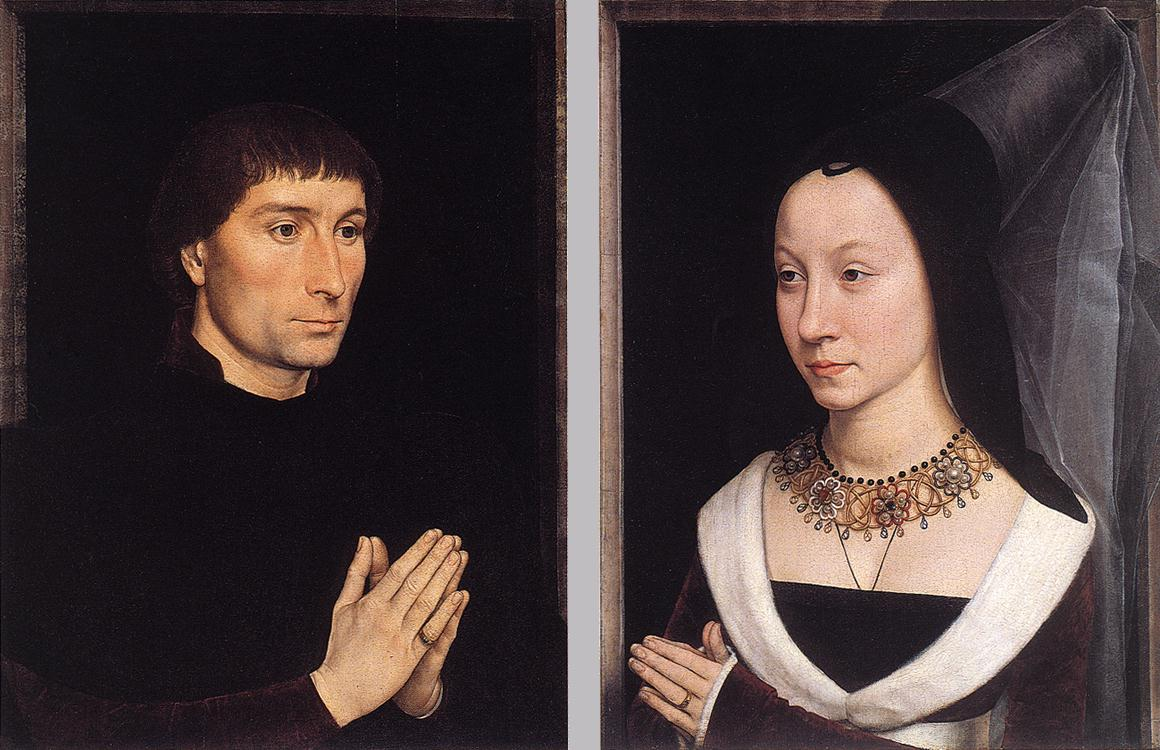
Tommaso Portinari en Maria Baroncelli, geportretteerd door Hans Memling, ca. 1470, Metropolitan Museum of Art, New York
Detail van Memlings portret van Maria Baroncelli

### De vervaardiging
In de jaren 1473-1477 huurde Van der Goes het "grote huis" op de Blandinusberg in Gent, dat in verband is gebracht met de vervaardiging van het enorme altaarstuk. De leeftijd van de afgebeelde kinderen lijkt deze datering te bevestigen. De opzet van het altaarstuk is een compromis tussen de Vlaamse en Italiaanse traditie. Hoewel het nog wel, volgens de noordelijke traditie, uit drie afzonderlijke panelen bestaat, vormen de panelen één doorlopende compositie zoals intussen gebruikelijk was geworden in Italië. De andere momenten uit het kerstverhaal zijn niet afgebeeld op afzonderlijke panelen, maar opgenomen in de compositie, als losse scènes in het landschap op de achtergrond.
Het is onbekend waar het altaarstuk zich in de periode 1478-1482 bevond en of Van der Goes er in het klooster tot aan zijn dood is blijven werken. Mede-monnik Gaspar Ofhuys, die verslag deed van zijn ziekte en dood, schreef dat broeder Hugo zich vertwijfeld afvroeg of hij "zijn schilderij" ooit zou voltooien. Historici hebben dit betrokken op het Portinari-altaar, maar het zou ook kunnen slaan op de Drievuldigheidspanelen voor een Schotse opdrachtgever waarvan vermoed wordt dat hij het inderdaad niet zelf heeft voltooid.
Het altaarstuk werd kort voor of kort na de dood van Van der Goes naar Italië verscheept en arriveerde na een reis via Pisa en een laatste etappe over de Arno op 28 mei 1483 in Florence. Het werd geplaatst op het hoogaltaar van de Sant'Egidio-kerk.

## Voorstelling en symboliek

### De geboorte en de aanbidding

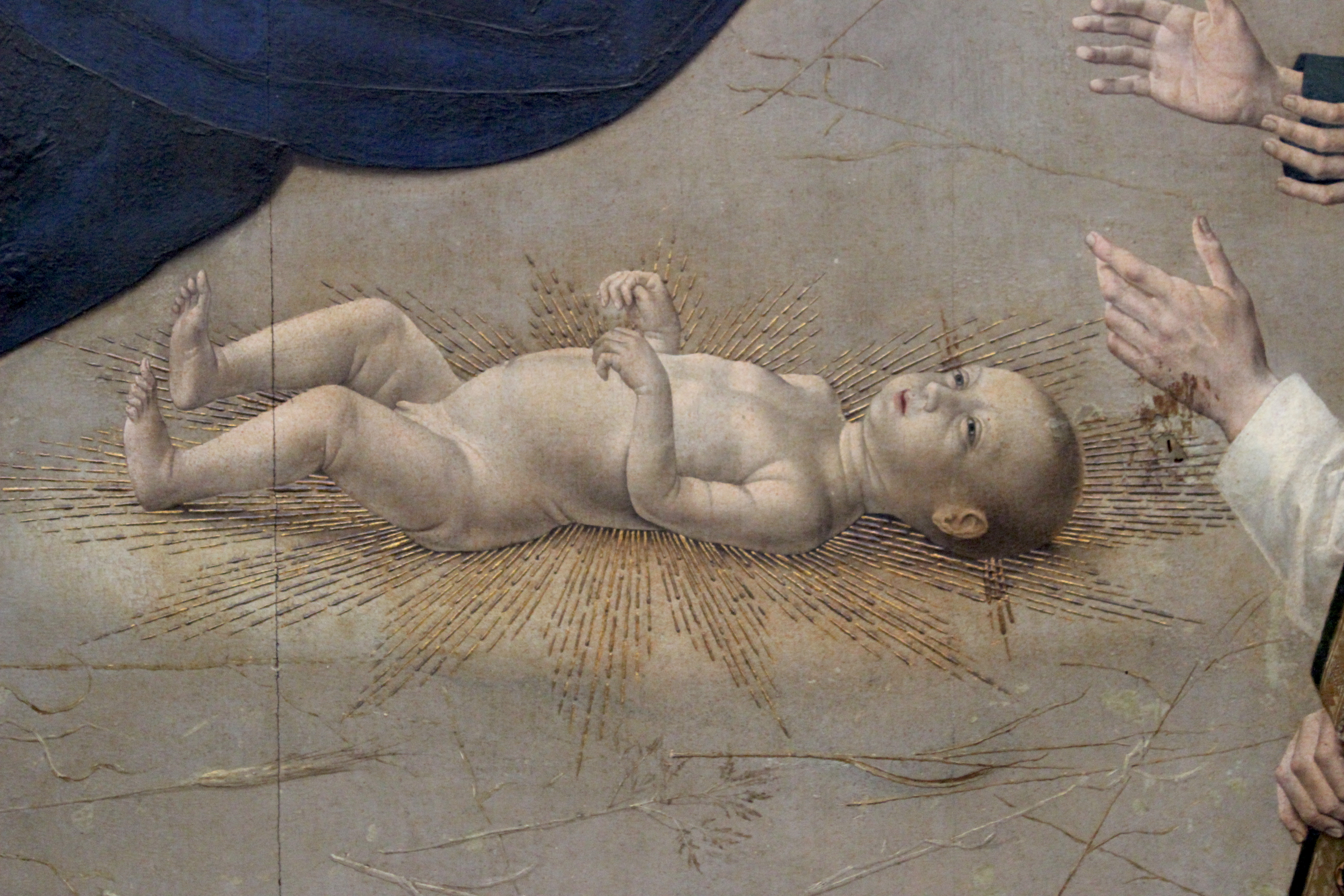
Het stralende Christuskind

Centraal staat de geboorte van Christus en de aanbidding door Maria en Jozef, de herders en de engelen. Voor de uitbeelding van het kerstverhaal baseerde Van der Goes zich niet alleen op de evangeliën en de middeleeuwse beeldtraditie. Hij liet zich ook – deels in navolging van werken van de Meester van Flémalle en Rogier van der Weyden – inspireren door mystieke teksten van Pseudo-Bonaventura (ca. 1300) en Birgitta van Zweden (ca. 1360-1370).
Volgens Birgitta had Maria haar mantel afgelegd, viel haar gouden haar los over haar schouders en droeg ze alleen haar witte onderkleed. Zo is ze afgebeeld door bijvoorbeeld Rogier van der Weyden. Ook bij Hugo draagt ze geen mantel, maar haar kleed is blauw, zoals in de beeldtraditie gebruikelijk was. Pseudo-Bonaventura en Birgitta beschrijven dat de geboorte van Jezus pijnloos en in een oogwenk verliep. Als bij toverslag verliet Jezus haar schoot en verscheen voor haar, "liggend op de grond, naakt en wonderschoon" (Birgitta: iacentem in terra nudum et nitidissimum). Het hooi dat Jozef voor Maria had uitgestrooid om als bed voor Jezus te dienen, is door Hugo van der Goes veranderd in een stralenkrans van hemels licht. Maria, Jozef en de engelen zitten in aanbidding geknield rond het kind. De traditionele kribbe met os en ezel staat achter Maria. Een verschil met de beide teksten is dat de gebeurtenis niet in een grot plaatsvindt, maar in de traditionele ruïne.

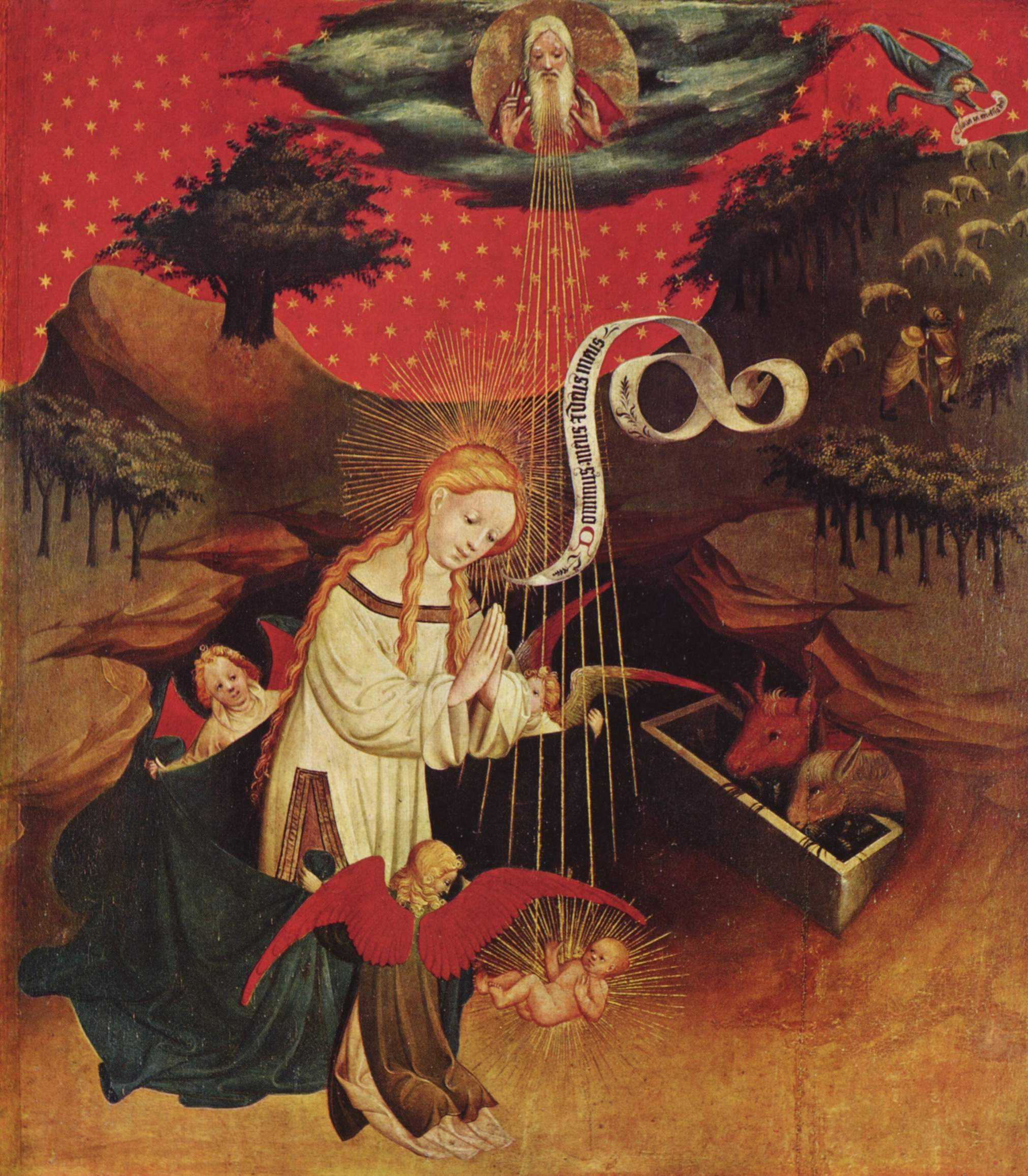
Uitbeelding van het visioen van de heilige Birgitta, waarbij de geboorte plaatsvindt in een grot: Meester Francke, ca. 1426, Hamburger Kunsthalle
Rogier van der Weyden, Bladelin-triptiek (middenpaneel)

De voorste engelen dragen kostbare priestergewaden en beelden zo de heilige liturgie uit in de verschillende functies van diaken, subdiaken en cantor, zoals beschreven in het preceptenboek van Athos. Er is geen priester – die rol is voor Christus zelf weggelegd: hij is zowel de celebrant (door het instellen van de eucharistie tijdens het Laatste Avondmaal) als de hostie (door zijn kruisdood). De zwevende engel achter Maria draagt vierpassen met het Aanschijn van Christus. De voorste engel met de goudbrokaten koorkap en de sierboorden (aurifrisia) waarop het herhaalde Sanctus is geborduurd, wenkt naar de toeschouwers en nodigt ons uit het wonder mee te beleven. Bij sommigen herinneren de granaatappels van gouddraad en de rinkelende belletjes aan de kleding van de oudtestamentische hogepriester, zoals voorgeschreven in Exodus.

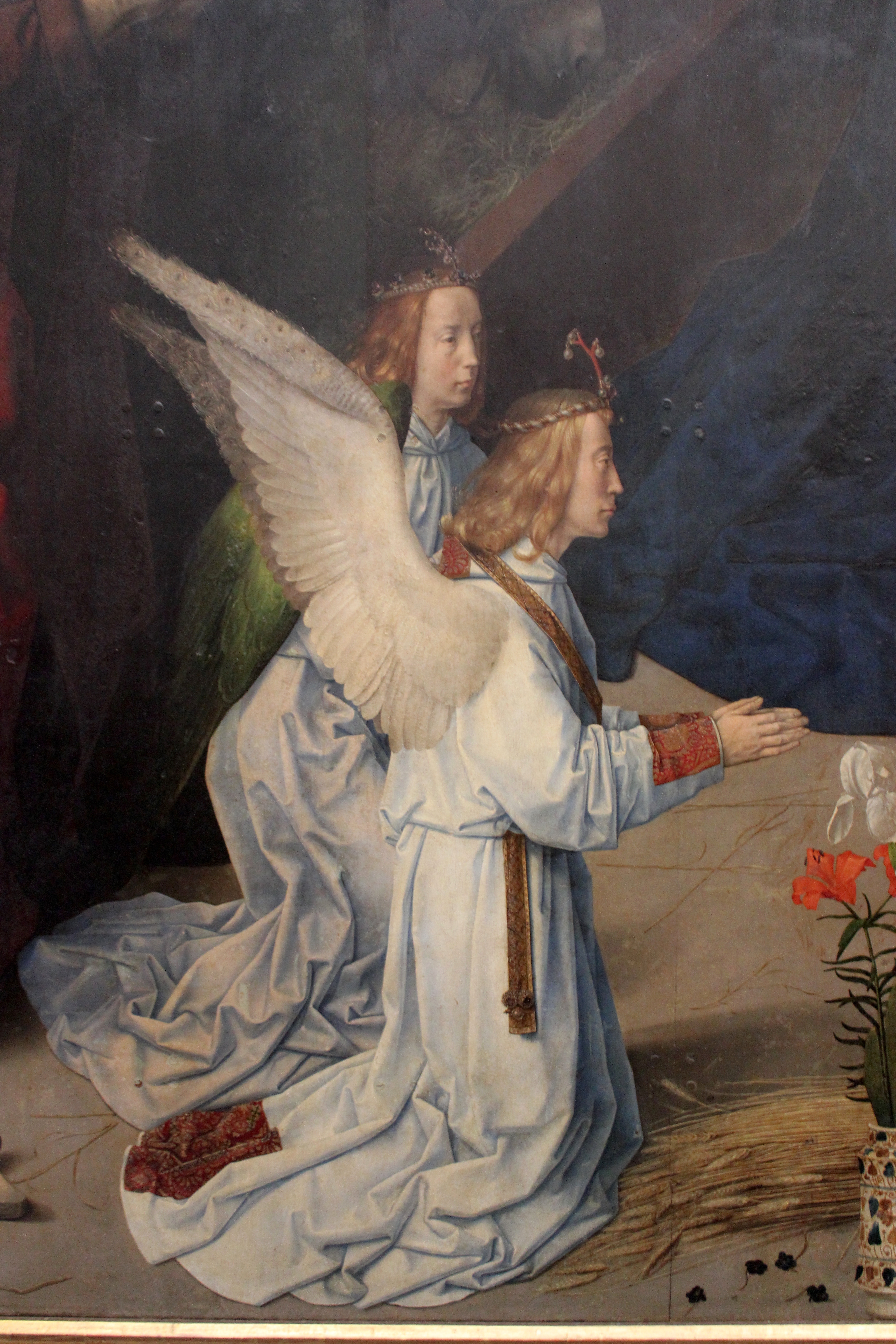
Engelen (links) met de aube parée en gekruiste stola
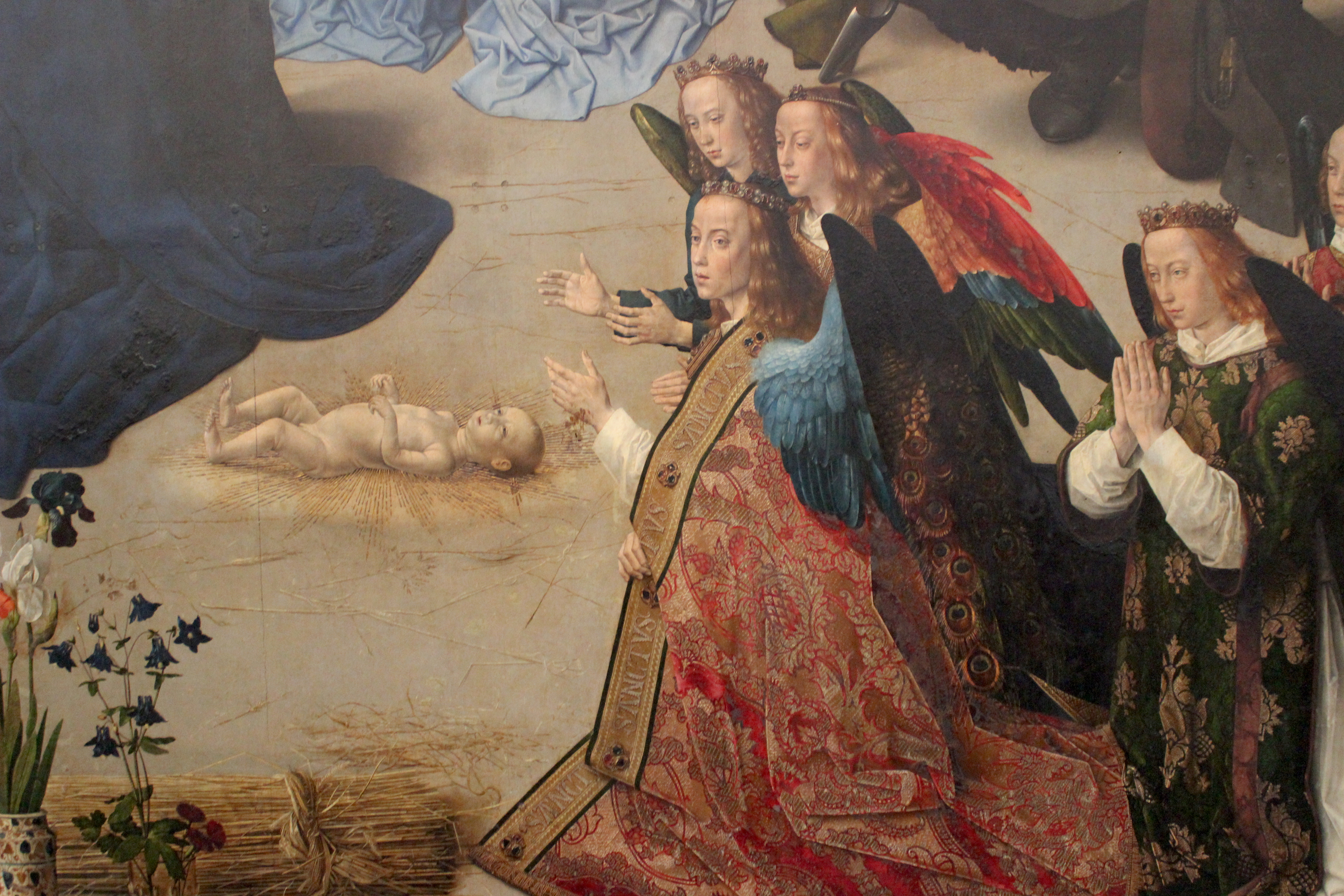
Engelen met brokaten koormantel en Sanctus (midden) en dalmatiek (rechts)
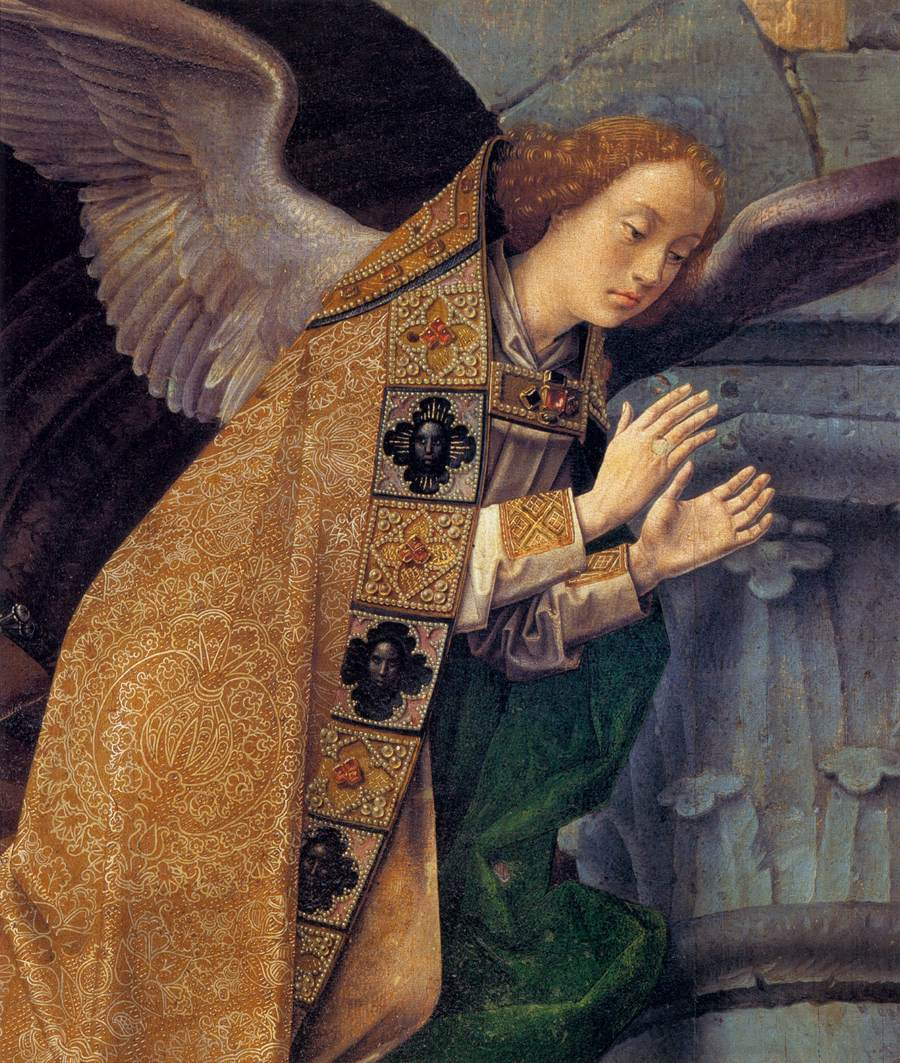
Zwevende engel met belletjes en vierpassen met Vera Icon
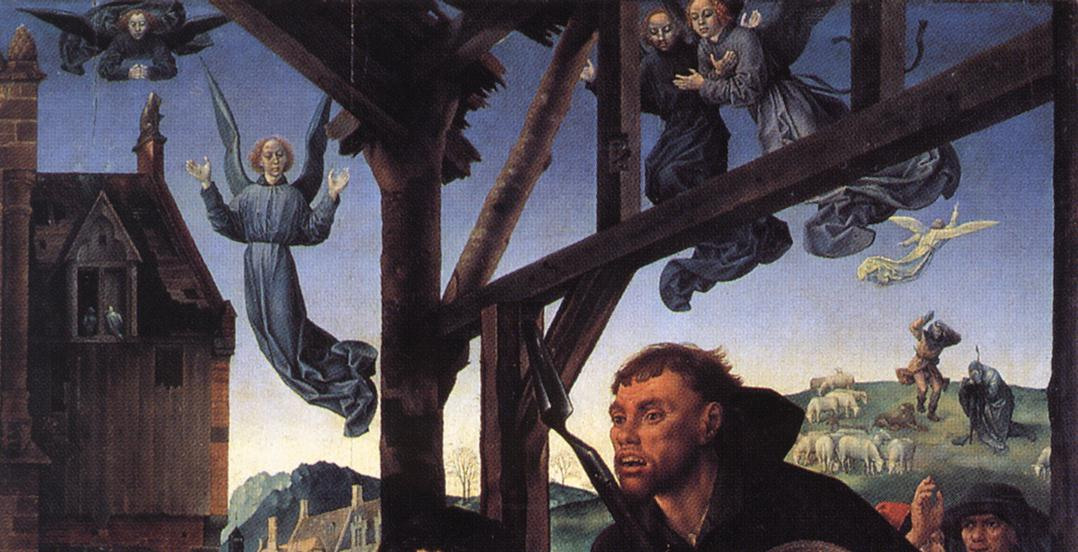
Engelen boven herders, gekleed in eenvoudige tunica's

Rechts op het middenpaneel knielen de herders neer, die zo'n indruk zouden maken op de Italiaanse kunstenaars. Herders waren al eerder realistisch uitgebeeld, bijvoorbeeld door Andrea Mantegna, maar bij Hugo van der Goes zijn het geen karikaturale typen meer, maar individuen met een eigen persoonlijkheid. De herders vervingen de wijzen (of koningen) van het bestaande altaarstuk van Lorenzo Monaco dat tot dan toe op het hoofdaltaar van de Sant'Egidio had gestaan. Mogelijk werd het voor het hospitaal, waar een sfeer van soberheid heerste, gepaster geacht om de mensheid die de Verlosser verwelkomt, te laten vertegenwoordigen door eenvoudige herders, dan door rijke koningen, die hier naar de achtergrond zijn verwezen.

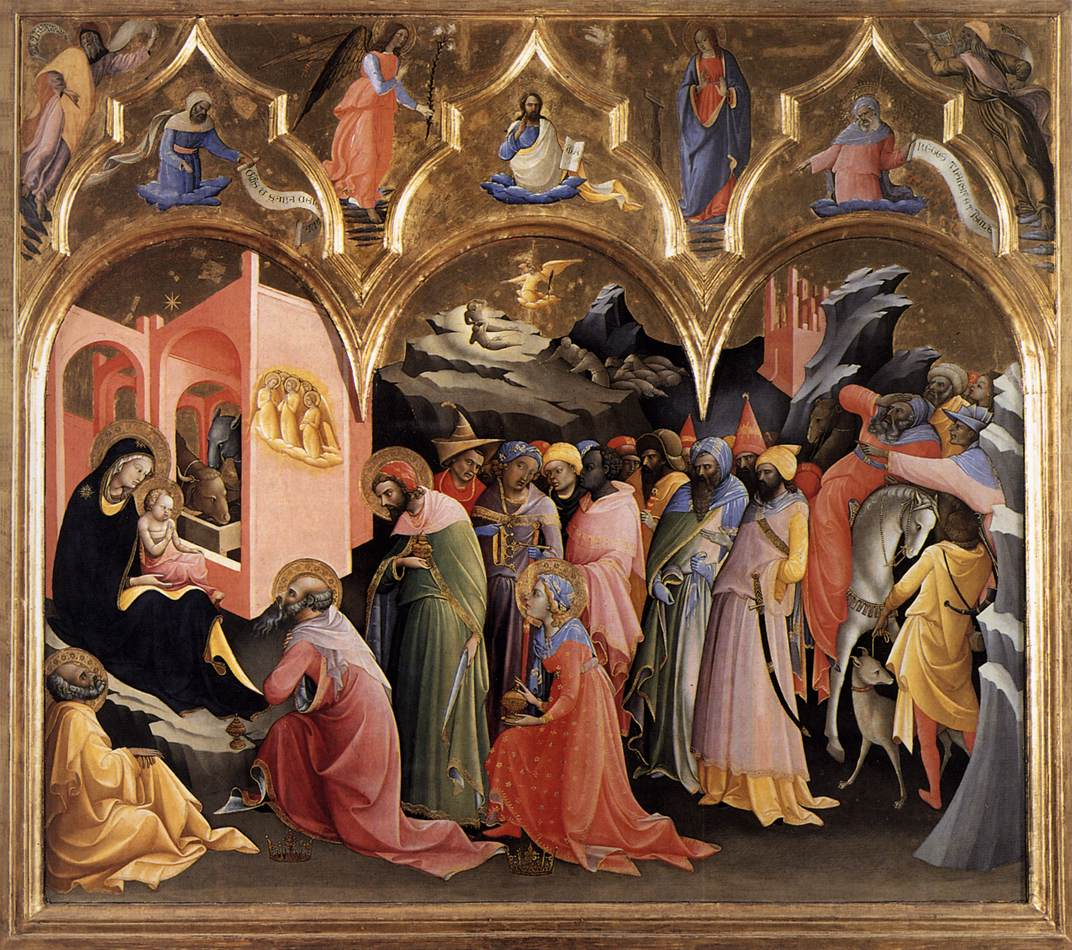
Lorenzo Monaco, De aanbidding door de wijzen, Uffizi, Florence
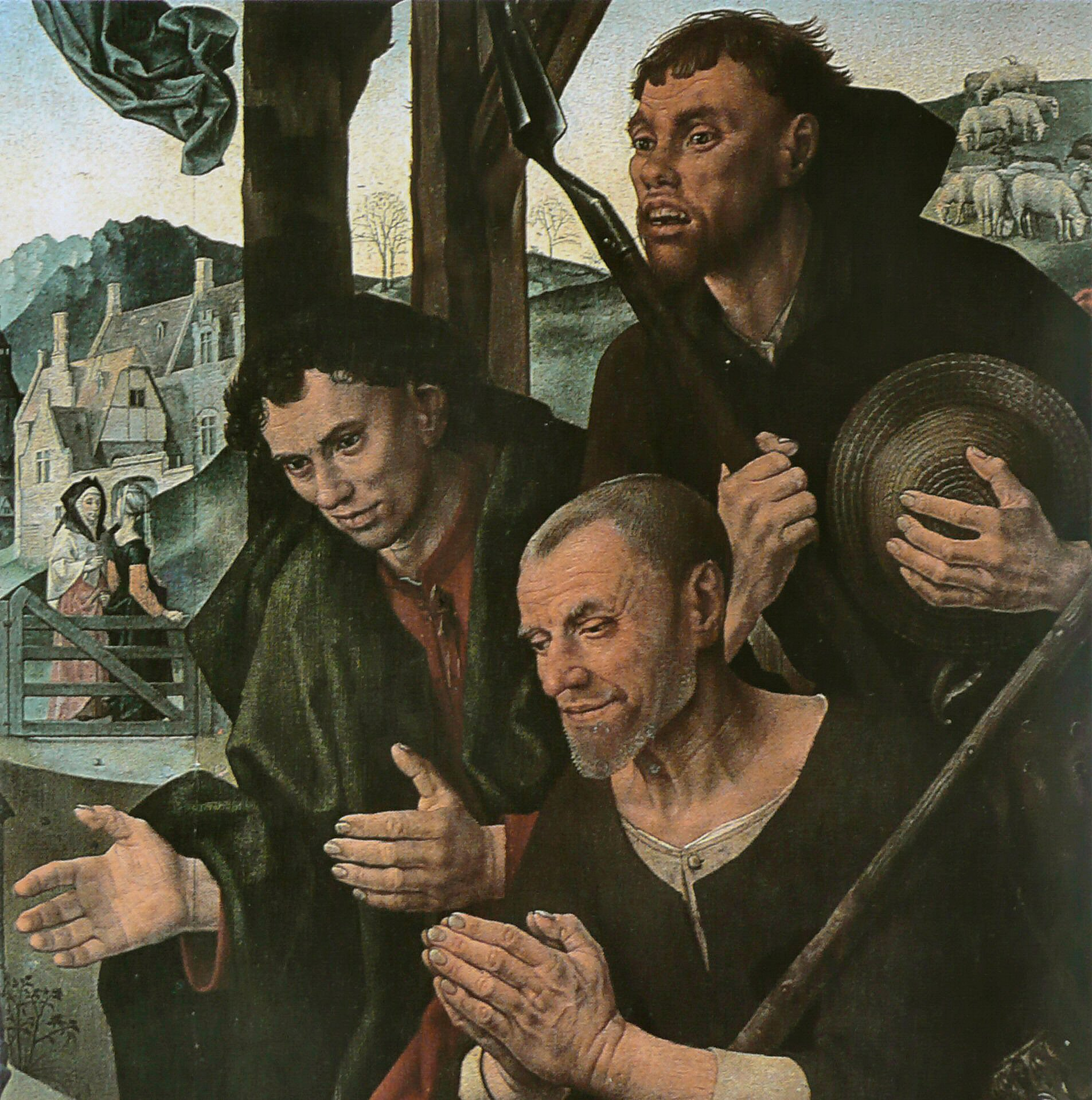
De herders

### Heilige grond
De losse sandaal of trip op de voorgrond zinspeelt waarschijnlijk op het verhaal van het brandende braambos in Exodus 3, waarin God tegen Mozes zegt dat hij zijn schoeisel uit moet trekken, "want de plaats, waarop gij staat, is heilige grond". [het huis van Ruth]
Het vervallen gebouw op de achtergrond stelt het paleis van David in Bethlehem voor. Terwijl op het Monforte-retabel misschien nog enige onzekerheid kan bestaan over de identificatie van het gebouw, is hier geen twijfel mogelijk: boven de toegang bevindt zich een gehouwen wapenschild met een harp, het vaste attribuut van koning David, die volgens de Bijbel harp speelde voor koning Saul. In het boogveld bevinden zich ook enkele inscripties die verwijzen naar de geboorte van Christus en daarmee benadrukken dat Christus afstamt van koning David. M.V., naast de harp, is de afkorting van Maria Virgo ("de maagd Maria"). De inscriptie boven de harp, P.N.S.C., betekent waarschijnlijk "Puer Nascetur Salvator Christus" (Latijn voor "Er is [voor ons] een kind geboren, Christus, de Verlosser"), een verwijzing naar zowel Jesaja 9:6 als Lucas 2:11.
Naast de deur bevindt zich verder een steen met een onontcijferbare tekst.
De zuil op de achtergrond verwijst naar verhalen en tradities die niet in de Bijbel voorkomen. In de Pseudo-Bonaventura wordt verteld dat Maria direct voor haar bevalling uit vermoeidheid tegen een zuil leunde. Birgitta van Zweden vernam in haar visioen dat Maria voorzag dat dit dezelfde zuil was, waaraan Christus, voorafgaand aan de kruisiging, gegeseld zou worden. De zuil is ook afgebeeld op de Bladelin-triptiek van Rogier van der Weyden.

### Licht en duisternis
Hugo van der Goes was een belangrijke pionier van het gebruik van clair-obscur in de schilderkunst. Op dit schilderij komt dat het duidelijkst tot uiting in de engel die achter Maria zweeft en half in het duister is gehuld. Maria werpt een schaduw op hem, terwijl zijn gezicht, handen en de plooien van zijn gewaad het licht opvangen dat vanaf de helverlichte grond wordt weerkaatst. De exacte betekenis van deze figuur is onduidelijk, maar het sterke licht-donkercontrast benadrukt in elk geval de felheid van het licht dat Christus uitstraalt. Birgitta vertelde dat in haar visioen de goddelijke lichtstralen (splendor divinus) het aardse licht (splendor materialis) volledig tenietdeden (totaliter adnihilaverat).
Het idee dat Christus een hemels licht uitstraalde, heeft Van der Goes ook weergegeven in de Berlijnse Geboorte van Christus en het verloren gegane paneel met De geboorte bij nacht, alleen ligt Christus daar niet op de grond maar in een houten of stenen kribbe. Hij volgde hier een andere traditie, waarbij de kribbe werd opgevat als een voorafbeelding van het altaar en de eucharistieviering.
In de schaduw van de ruïne, direct achter Maria bevindt zich – amper zichtbaar – een gedrocht met klauwen, dat meestal wordt geïnterpreteerd als Satan, die weliswaar bedwongen is door Christus en Maria, maar die toch op de mens blijft loeren.

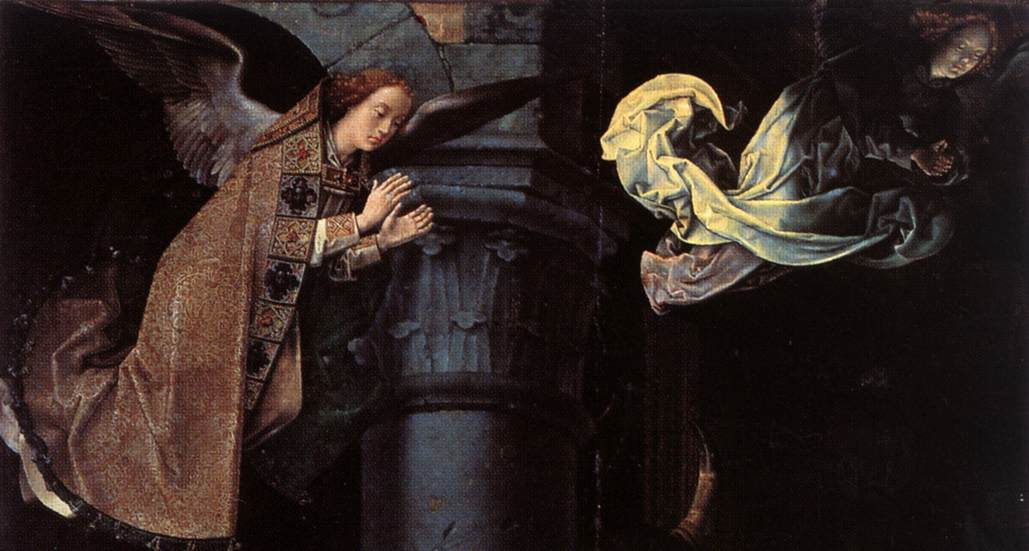
Engelen in clair-obscur

### Bloemstilleven

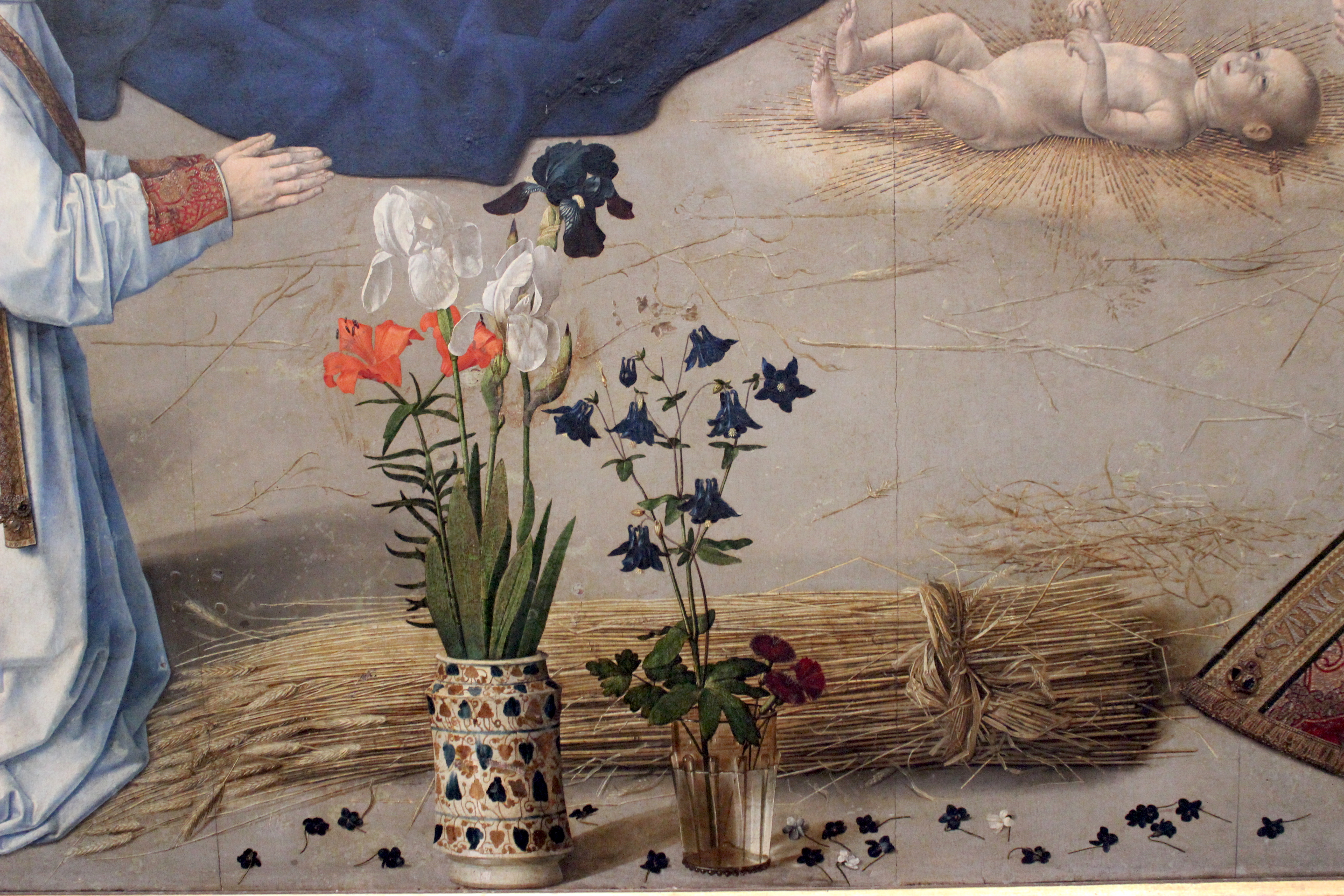
Het bloemstilleven

De bloemen en de korenschoof op de voorgrond zijn geschilderd als een virtuoos stilleven – het is wel "het mooiste stilleven dat ooit werd geschilderd" genoemd. De onderdelen van het stilleven verwijzen enerzijds naar het Laatste Avondmaal en de kruisdood van Christus en anderzijds naar de bemiddelende rol van Maria. Veel van de bloemen komen ook voor op het Monforte-retabel en de Weense diptiek, maar daar groeien ze in de grond. Het feit dat de bloemen hier zijn afgesneden, zinspeelt mogelijk op de vergankelijkheid van het aardse leven, in contrast met het eeuwige leven dat Christus brengt.
De iris, destijds een van de plantensoorten met zwaardvormige bladeren die gladiolus werd genoemd, verwijst naar een passage in het evangelie van Lukas. Tijdens de presentatie van Jezus in de tempel van Jeruzalem looft de vrome Simeon God omdat hij de Christus heeft gezien voordat hij sterft, waarna hij aan Maria voorspelt: "En door uw eigen ziel zal een zwaard gaan." Onder anderen Birgitta van Zweden zag dit als een toespeling op Maria's verdriet tijdens de kruisiging.
De lelies, eveneens een mariale bloem, vertegenwoordigen hier mogelijk ook de heraldische lelie van Florence.
De zeven donkerpaarse bloemen van de akelei staan waarschijnlijk voor de zeven smarten van Maria. De nasale -n- in de Franse naam ancolie, die evenals akelei is afgeleid van het Latijnse aquilegia, wordt verklaard door de associatie (en het rijm) met mélancolie, wat in de middeleeuwen intens verdriet kon betekenen en later ook zwaarmoedigheid en hypochondrie. Het beeld van de akelei als symbool van (liefdes)verdriet en somberheid was vooral in de 15e eeuw populair in de hoofse poëzie. De akelei komt ook voor op de Berlijnse Madonna door een assistent of navolger van Geertgen tot Sint Jans en op De bewening van Christus in Edingen door de Meester van de Virgo inter Virgines, een schilderij dat mogelijk teruggaat op een verloren werk van Hugo van der Goes.
De drie rode anjers kunnen enerzijds verwijzen naar de Drie-eenheid en anderzijds naar de bebloede spijkers waarmee Christus aan het kruis werd geslagen. Daarnaast kunnen de anjers ook, zoals op de Maria met Kind in Frankfurt, een symbool zijn van het mystieke huwelijk tussen Christus en de kerk (op het schilderij vertegenwoordigd door Maria).
Het glas verbeeldt Maria's maagdelijkheid: zoals licht door glas valt zonder het te breken, zo werd Maria zwanger van de Heilige Geest zonder haar maagdelijkheid te verliezen. De neergestrooide viooltjes, die ook tussen het gras van De zondeval op de Weense diptiek groeien, zijn een bekend symbool van Maria's nederigheid.
De apothekerspot of alborello kan een dubbele betekenis hebben: enerzijds is hij toepasselijk op een altaarstuk in een hospitaal; anderzijds geven de wijnranken op de pot aan dat er wordt gezinspeeld op de eucharistie waarbij de wijn verandert in het bloed van Christus. Het gaat daarmee om de genezing van zowel het lichaam als de ziel.
De korenschoof, waarvan brood wordt gemaakt en die ook op De geboorte van Christus van Hugo van der Goes een prominente plaats inneemt, kan verwijzen naar zowel Bethlehem, de stad van David, waarvan de naam in het Hebreeuws "Broodhuis" betekent, en als naar de hostie tijdens eucharistie. De losse korenaren kunnen een toespeling zijn op Ruth, de overgrootmoeder van koning David en voorouder van Christus, die in Bethlehem aren las in het veld van Boaz.
De aanwezigheid van de korenschoof, die niet toevallig een beeldrijm vormt met de positie van de liggende Christus, de wijnranken op de alborello en de engelen in priestergewaden benadrukken de liturgische rol van het schilderij op het altaar tijdens de eredienst. Vanuit de kerk moet het geleken hebben alsof het glas en de apothekerspot op het altaar stonden. Enkele jaren eerder had Botticelli zijn Madonna van de eucharistie geschilderd, waarin de betekenis van de korenaren en druiven, die door het Christuskind worden gezegend, onmiskenbaar is.

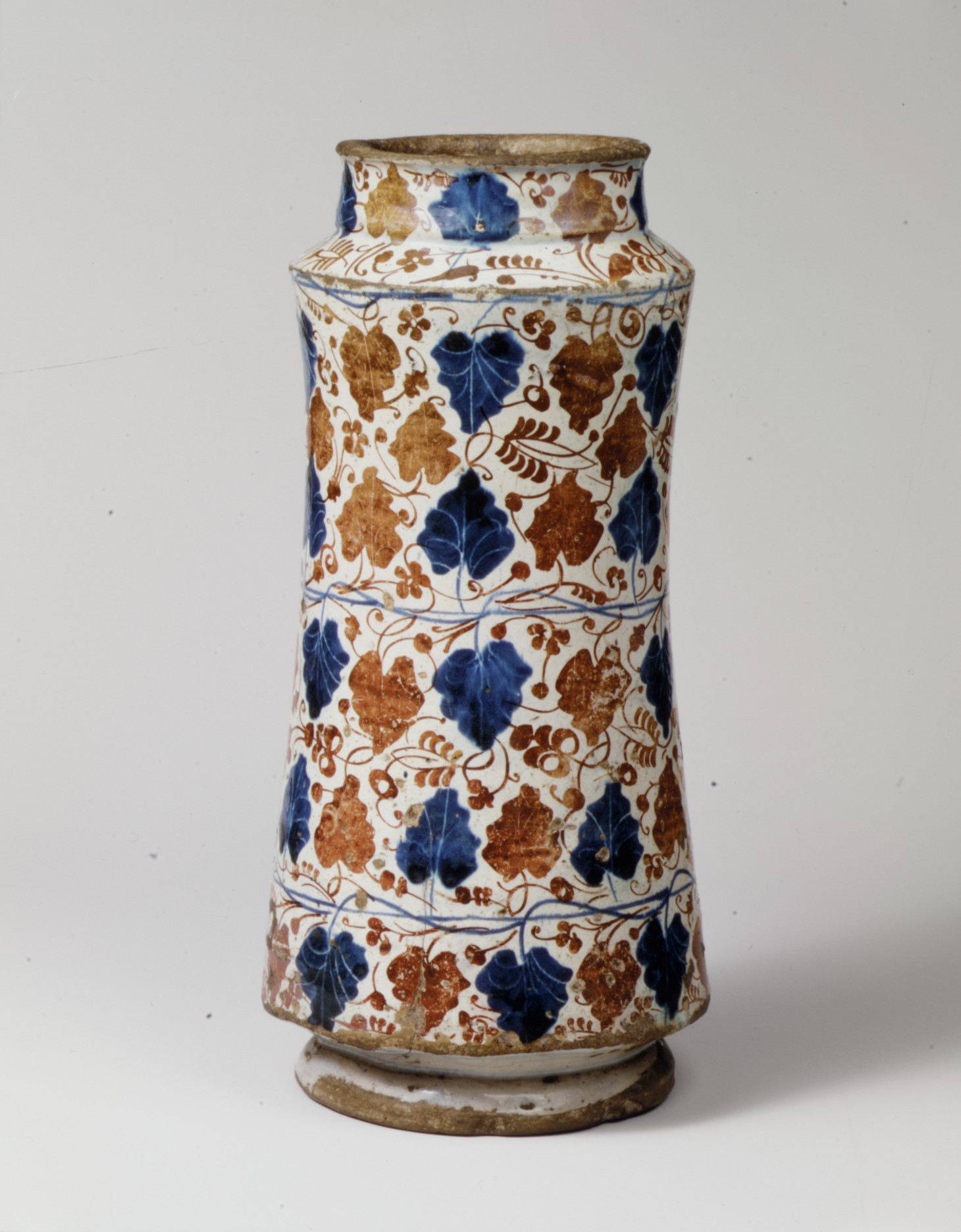
Apothekerspot uit Valencia, ca. 1435-75, Metropolitan Museum of Art, New York
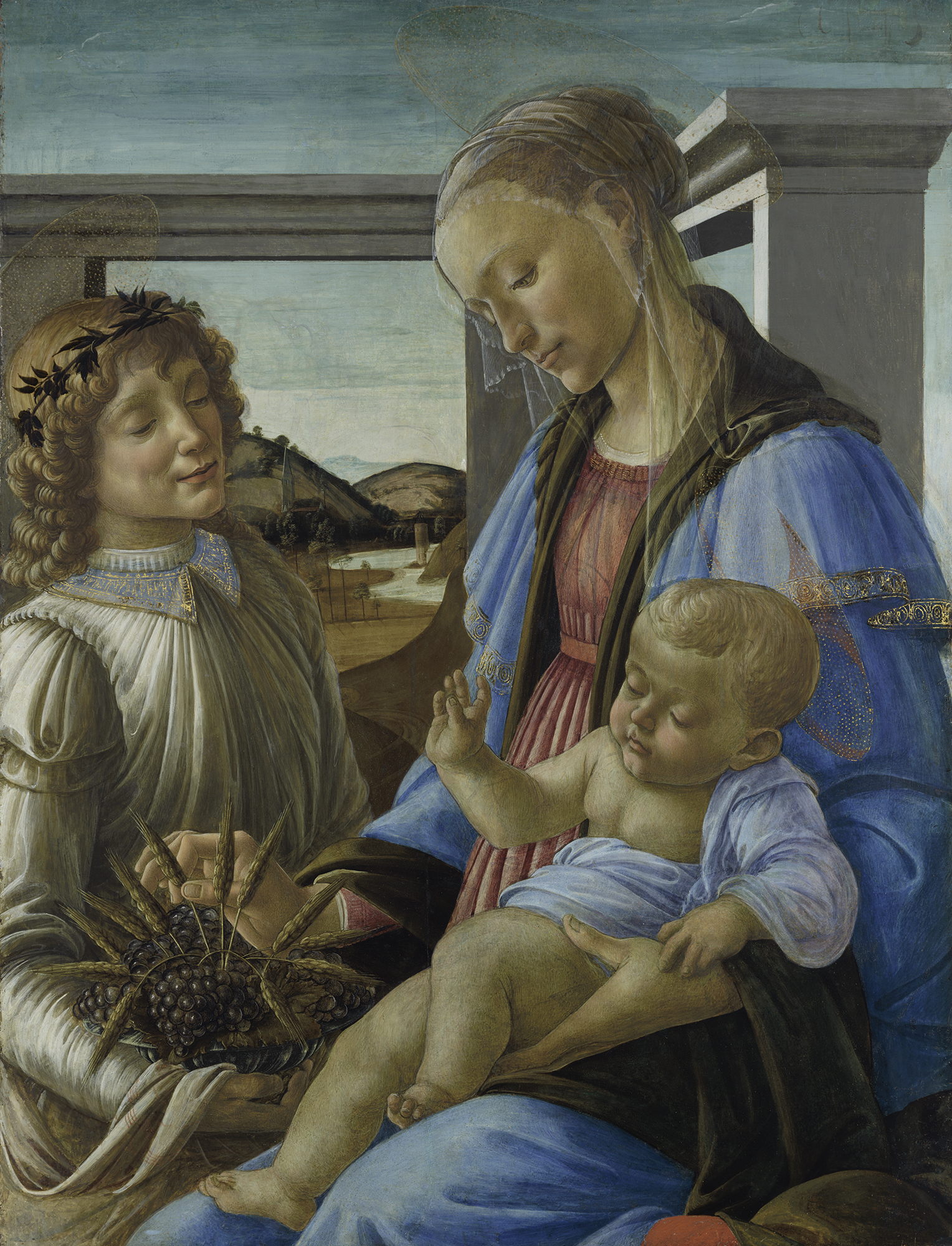
Sandro Botticelli, Madonna van de eucharistie, ca. 1470, Isabella Stewart Gardner Museum, Boston

### Achterplan
In het landschap op de achtergrond heeft Hugo van der Goes andere momenten uit het kerstverhaal verwerkt. Het linkerpaneel toont de proloog: de vermoeide Maria, die wordt ondersteund door Jozef, is onderweg naar Bethlehem, gevolgd door de os en de ezel. Op het middenpaneel is de verkondiging aan de herders afgebeeld; de twee vrouwen bij het hekje (links van de herders), die de plek verlaten, zijn mogelijk een verwijzing naar de legende van de twee vroedvrouwen. Op het rechterpaneel arriveren de drie wijzen met hun gevolg (inclusief kamelen), terwijl een verkenner de weg vraagt aan een boer.

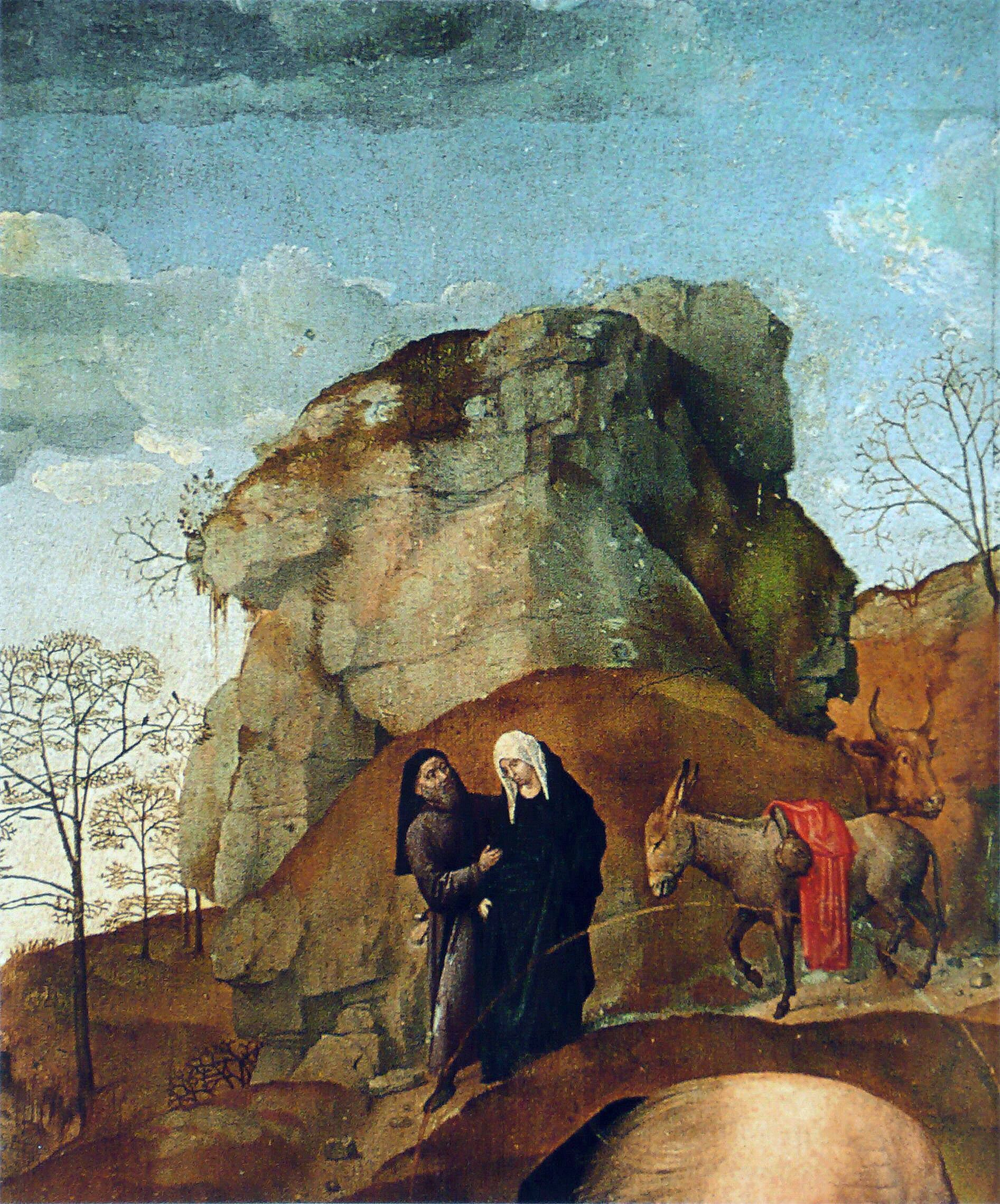
Jozef en Maria onderweg naar Bethlehem
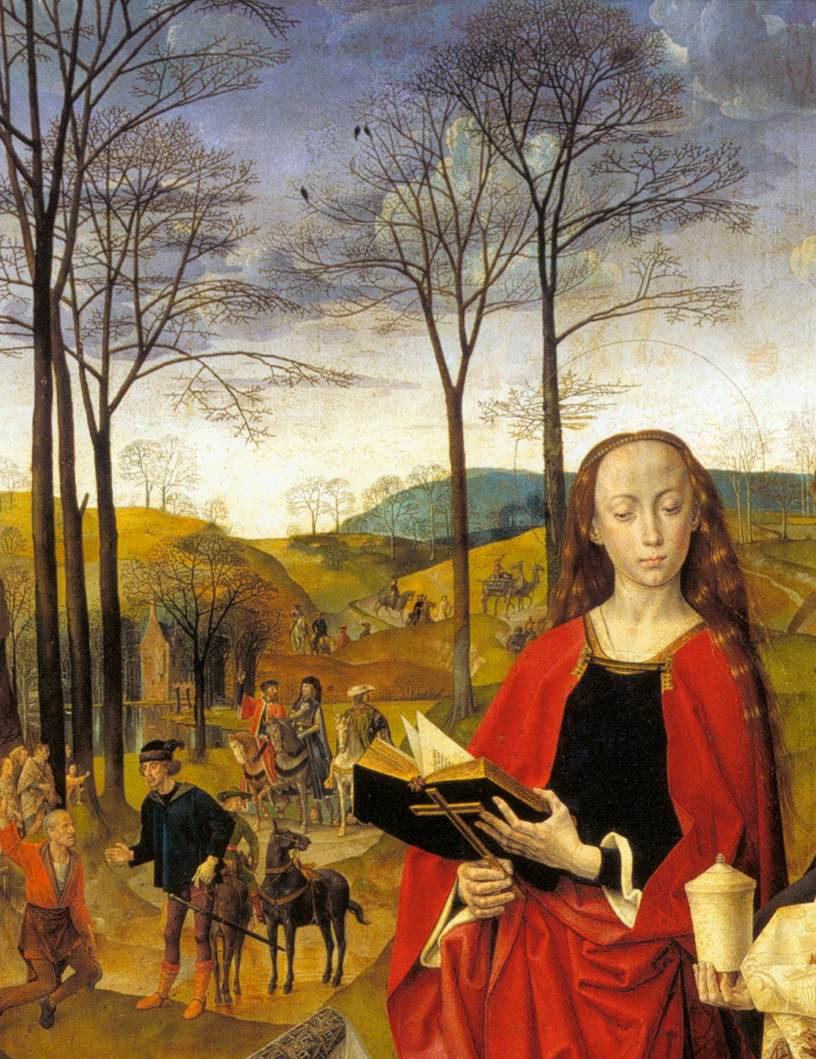
De aankomst van de drie wijzen

### Heiligen en stichters
Ondanks het grote realisme van de voorstelling heeft Hugo van der Goes ervoor gekozen om op de zijpanelen de traditie te respecteren om de heiligen groter af te beelden dan de stichters. Bovendien gaf het hem de kans om zijn virtuositeit in het schilderen van monumentale, levensechte figuren te etaleren.
Op het linkerpaneel staan de beschermheiligen van Tommaso en zijn stamhouder Antonio (geboren in 1472) afgebeeld: de heiligen Thomas en Antonius. Thomas staat met zijn voet op Tommaso's mantel om zo – ondanks het verschil in formaat en hiërarchie – de fysieke nabijheid van de stichter tot de heilige te benadrukken. Hetzelfde motief had Jan van Eyck al eerder toegepast met Sint-Joris en kanunnik Van der Paele. In dit geval laat Thomas ook zijn pink op het hoofd van Tommaso rusten. Antonius werd aangeroepen tijdens pestuitbraken en was daarom ook op zijn plaats in een hospitaal. Pigello (geboren tussen 1474 en 1476), de tweede zoon van het echtpaar, gaat half schuil achter Antonio en heeft geen patroonheilige. Hij lijkt pas in de loop van het ontwerpproces door Van der Goes te zijn toegevoegd.
Er is vaak gespeculeerd over de reden waarom de posities van de heiligen Margaretha en Maria Magdalena zijn omgewisseld en ze gekruist achter moeder en dochter staan: Margaretha achter Maria Baroncelli en Maria Magdalena achter dochter Margherita (geboren in 1471). Het kan er simpelweg mee te maken hebben dat de moeder al vertegenwoordigd wordt door Maria op het middenpaneel en dat Maria Magdalena haar tweede patroonheilige was. Het kan ook verband houden met de rol van Margaretha als beschermer van zwangere vrouwen: ze verbindt moeder Maria en dochter Margherita en ze benadrukt de rol van Maria Baroncelli als degene die de familie Portinari in stand moet houden. Dhanens wees erop dat de Portinari's vanouds in de parochie van de heilige Margaretha (popolo di Santa Margarita) in Florence woonde en dat de naam Margaretha veel voorkwam in de familie (twee van zijn zussen heetten respectievelijk Margarita en Maddalena). Ze heeft daarom geopperd dat Tommaso ook andere familieleden wilde eren door Margaretha een prominente plek te geven.

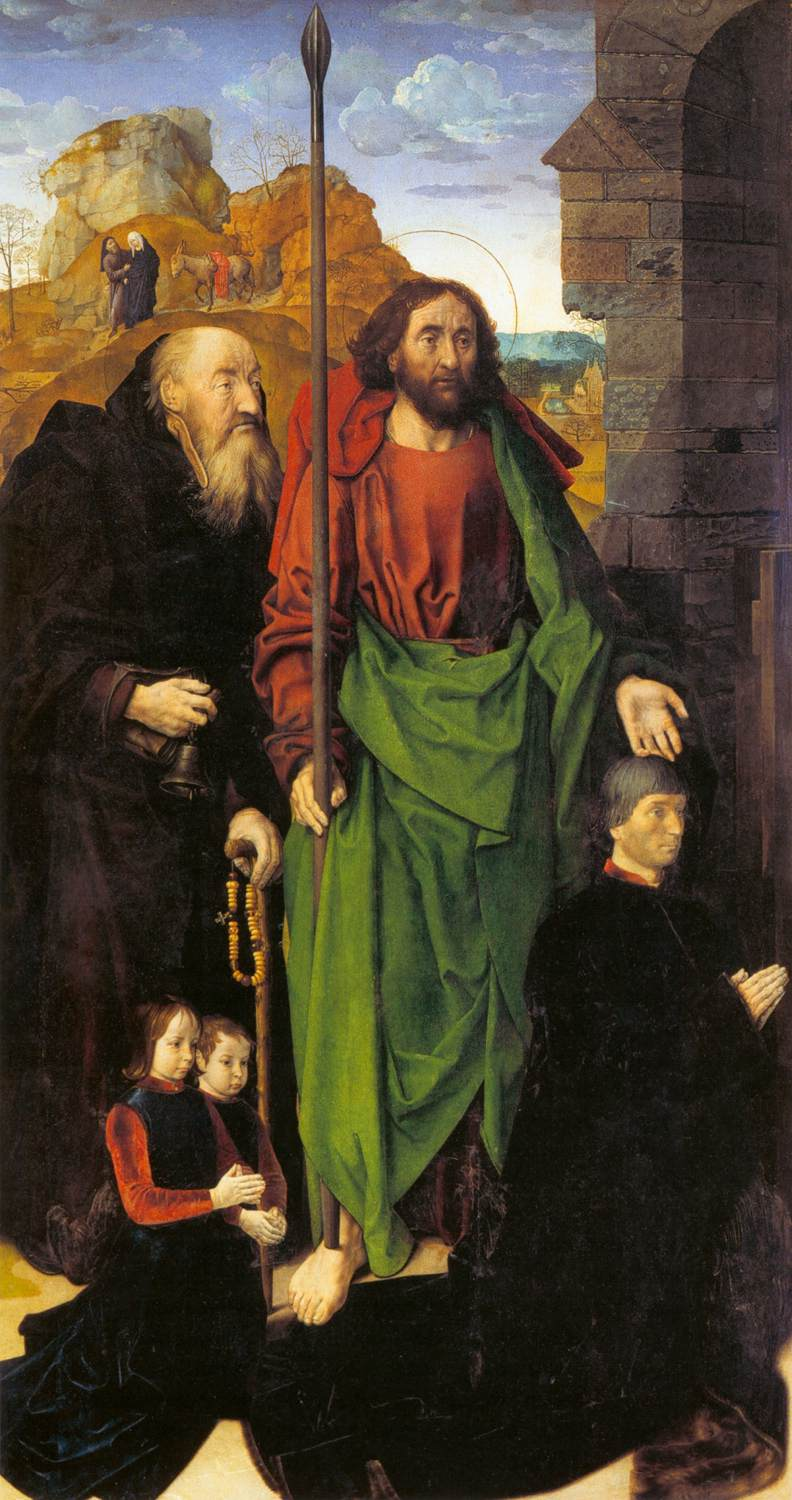
Links
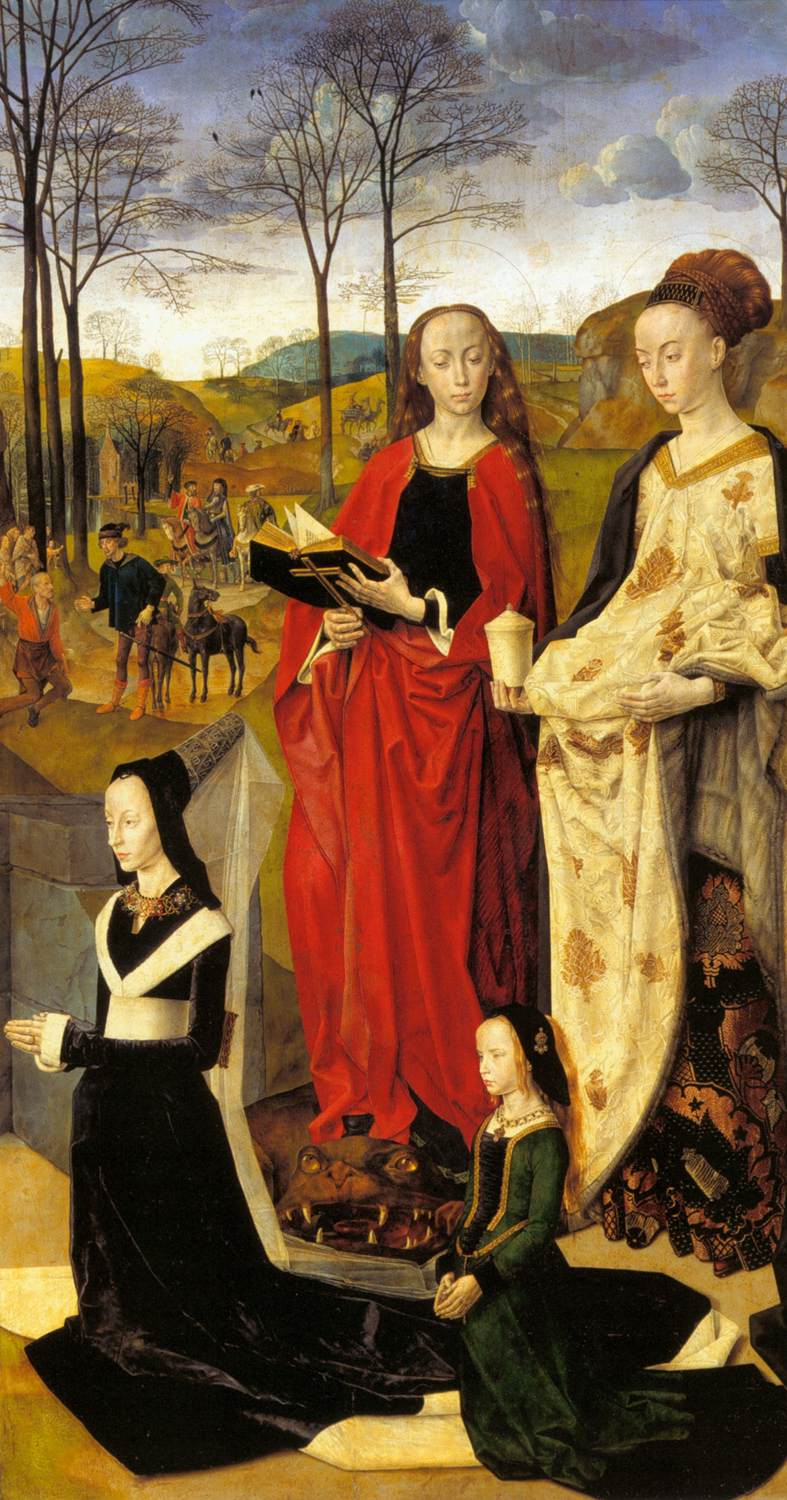
Rechts

### De annunciatie
Op de buitenzijden van de luiken staat de Annunciatie (of Boodschap aan Maria) afgebeeld, zoals destijds gebruikelijk in grisaille. De beide figuren staan in de traditie van bijvoorbeeld de Annunciatiediptiek van Jan van Eyck, maar bij Van der Goes krijgen ze veel meer bewegingsruimte dan de statische, roerloze figuren van Van Eyck. Van der Goes laat de grens tussen schijnsculptuur en reguliere schilderkunst vervagen. Panofsky omschreef het effect als: "Ze lijken een dubbele metamorfose te hebben ondergaan, alsof menselijke wezens eerst in steen zijn veranderd en daarna weer tot leven gewekt."
Opvallend is dat Gabriël van rechts komt en niet van links, zoals gebruikelijk is op 15e-eeuwse voorstellingen in de Lage Landen. Panofsky zag hier Franse invloed in. Dhanens wees erop dat deze rangschikking in Gent vaker voorkwam.

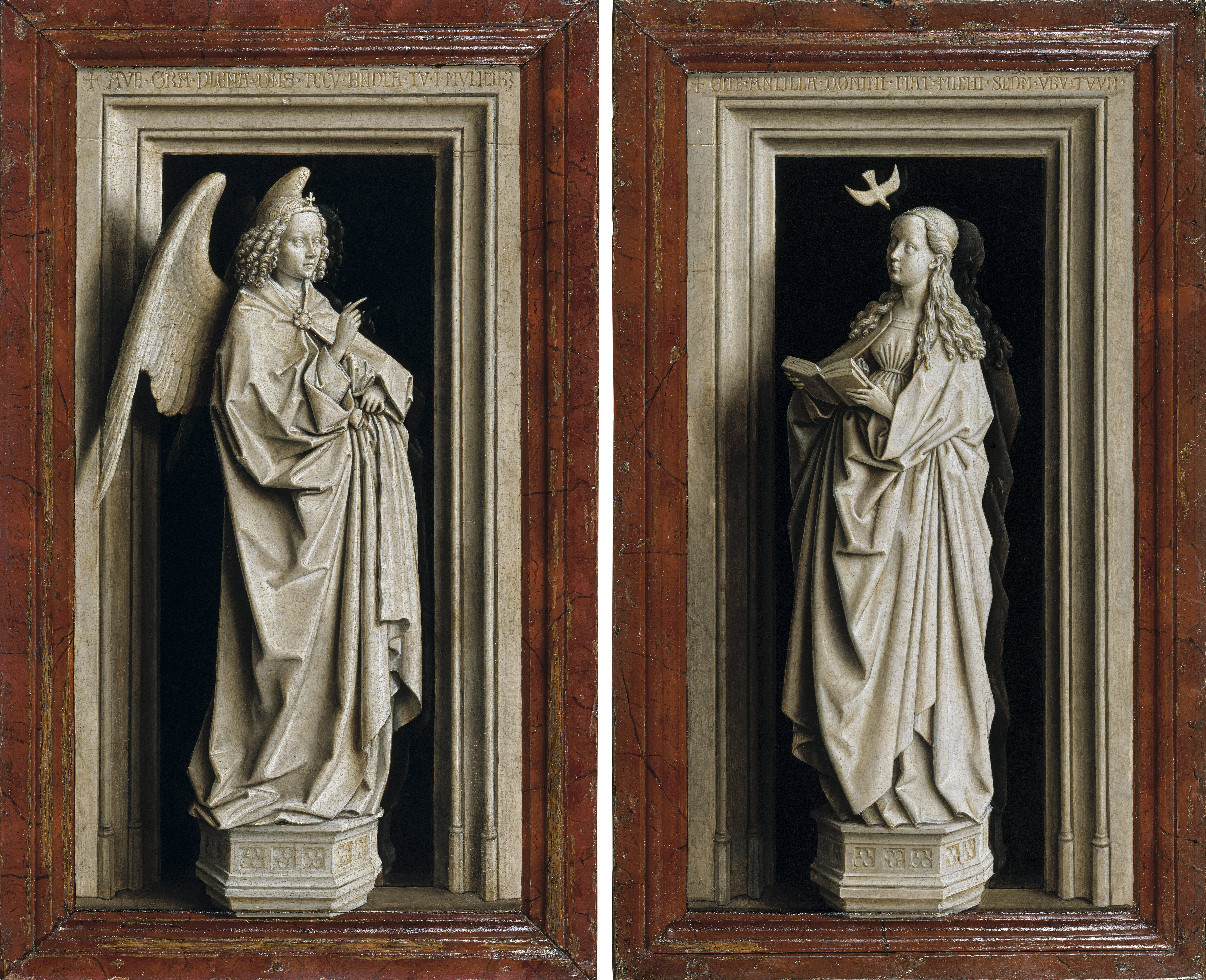
Jan van Eyck, Annunciatiediptiek,
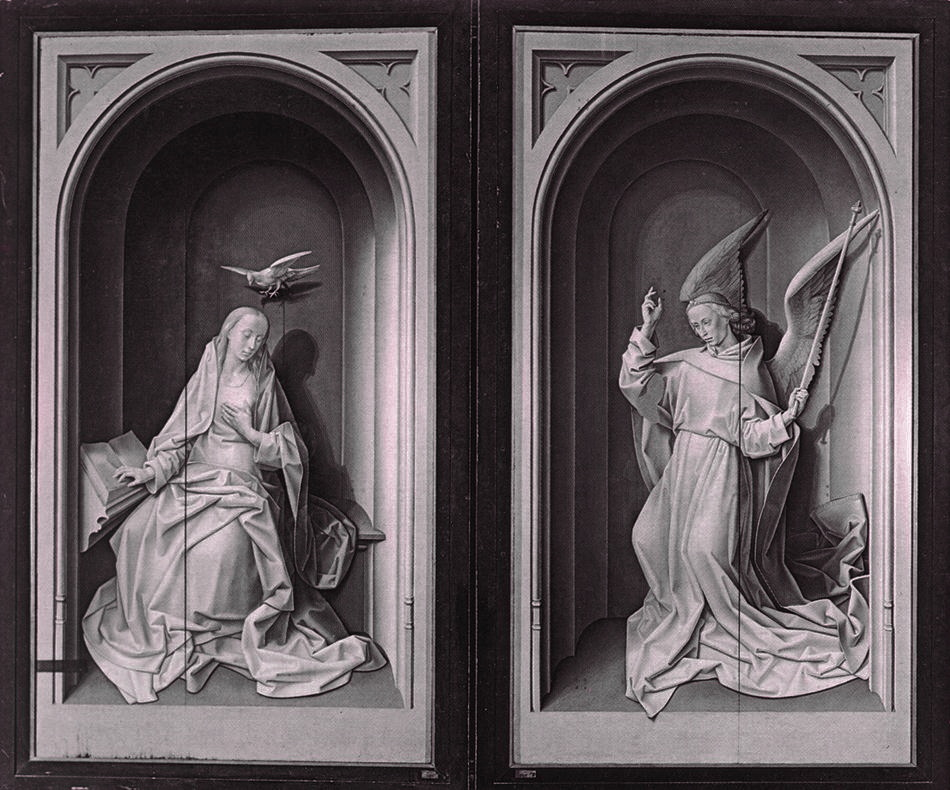
Hugo van der Goes, Portinari-altaar, buitenzijde

## Invloed en reputatie

### Invloed in Florence
Direct na de aankomst van het altaarstuk in Florence in 1483 werd het door de Italiaanse kunstenaars herkend als een meesterwerk. In het bijzonder de realistische uitbeelding van de herders, niet als karikaturale typen, maar als individuen met een eigen persoonlijkheid, is terug te zien in werken die in de jaren erna werden gemaakt door schilders als Domenico Ghirlandaio, Piero della Francesca, Sandro Botticelli en Piero di Cosimo.

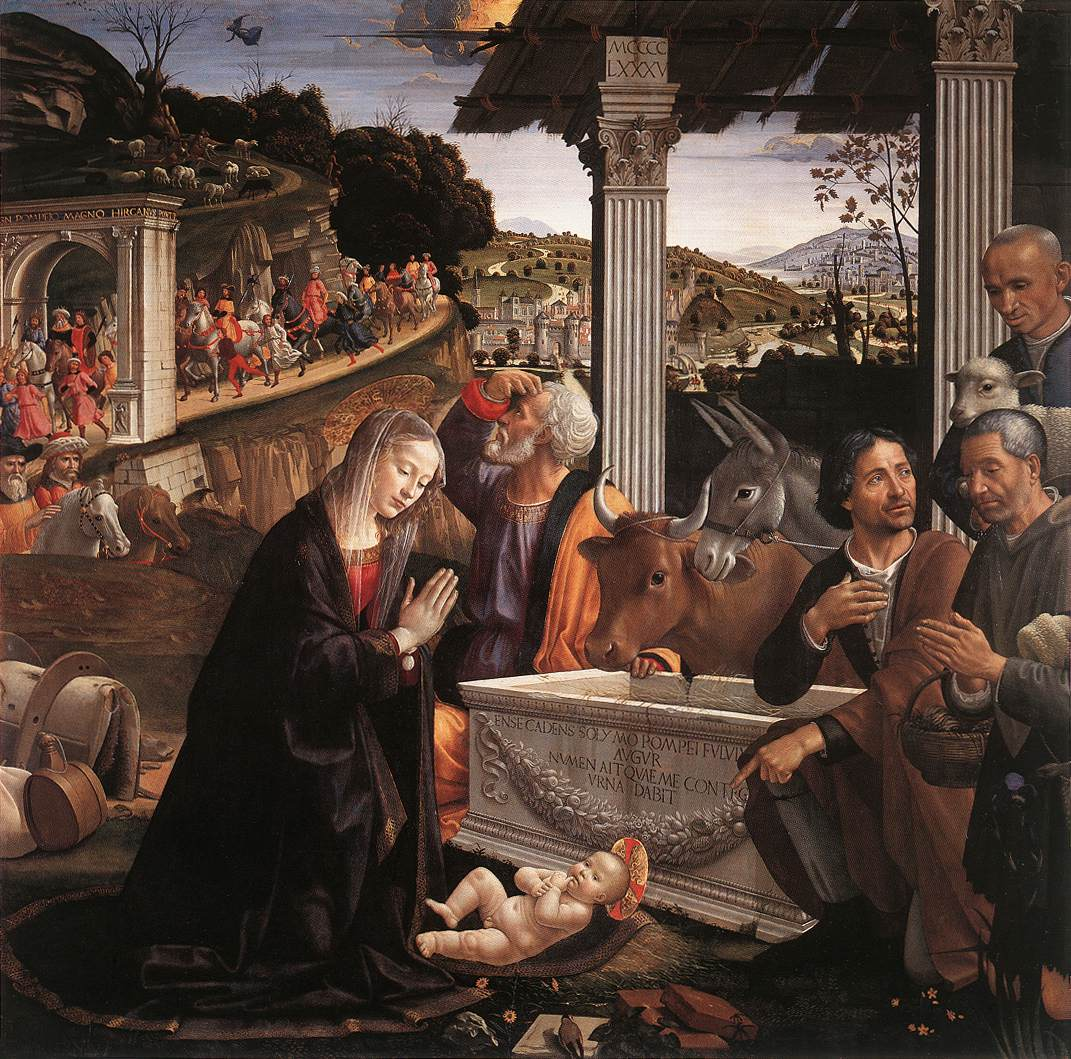
Domenico Ghirlandaio, De aanbidding door de herders, Florence, Cappella Sassetti
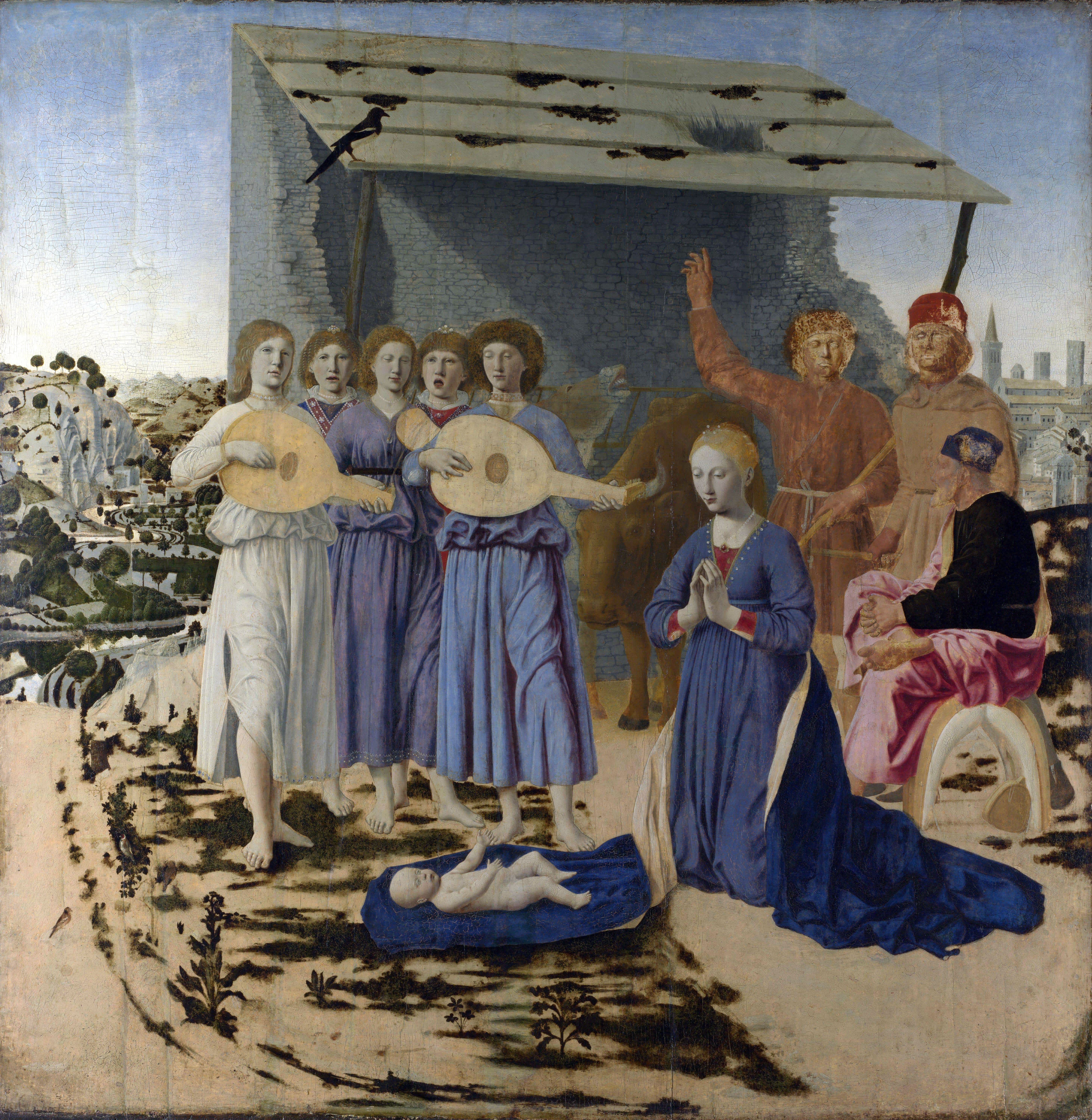
Piero della Francesca, De aanbidding van het Christuskind, ca. 1485, National Gallery, Londen

### Latere lotgevallen
Later raakte de naam van de Hugo van der Goes in de vergetelheid en werd het altaarstuk afwisselend toegeschreven aan de Italiaanse kunstenaars die de frescocyclus over het leven van Maria in de kerk hadden gemaakt: Domenico Veneziano, Andrea del Castagno en Alesso Baldovinetti. In de 19e eeuw kreeg het altaarstuk weer de juiste toeschrijving dankzij een bijna terloopse vermelding bij Vasari waarin het werk wordt toegeschreven aan "Ugo d'Anversa". Omdat de evangelist Lucas volgens de overlevering zowel arts als schilder was, was hij van beide gildes de patroonheilige. 
Het schildersgilde had daarom ook zijn zetel in de hospitaalkerk. Dhanens hield het voor mogelijk dat de Florentijnse schilders, die het altaarstuk bewonderden, de naam "Ugo" onthouden hadden.
Na lange onderhandelingen (en belangstelling van zowel de Belgische staat als meerdere kunsthandelaars en verzamelaars) werd het altaarstuk, met zeventien andere kunstwerken, ten slotte aan de Uffizi verkocht en op 1 april 1900 naar het museum overgebracht.

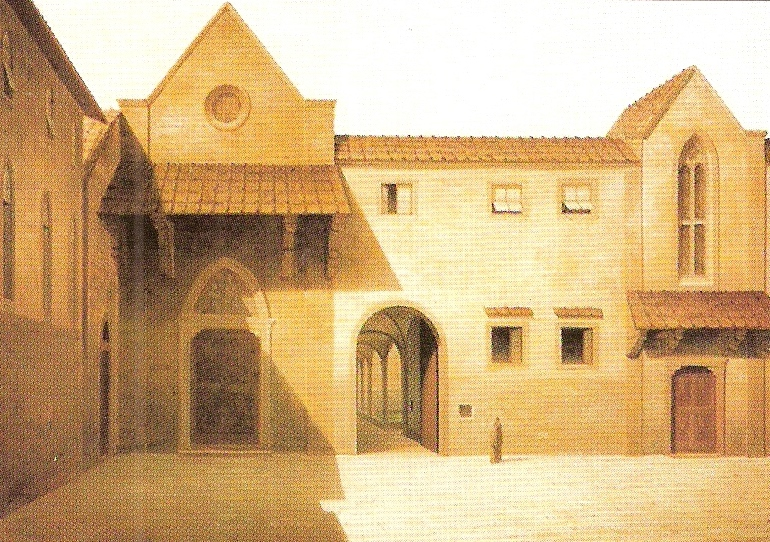
Fabio Borbottoni: Negentiende-eeuwse impressie van het middeleeuwse uiterlijk van de Sant' Egidio-kerk
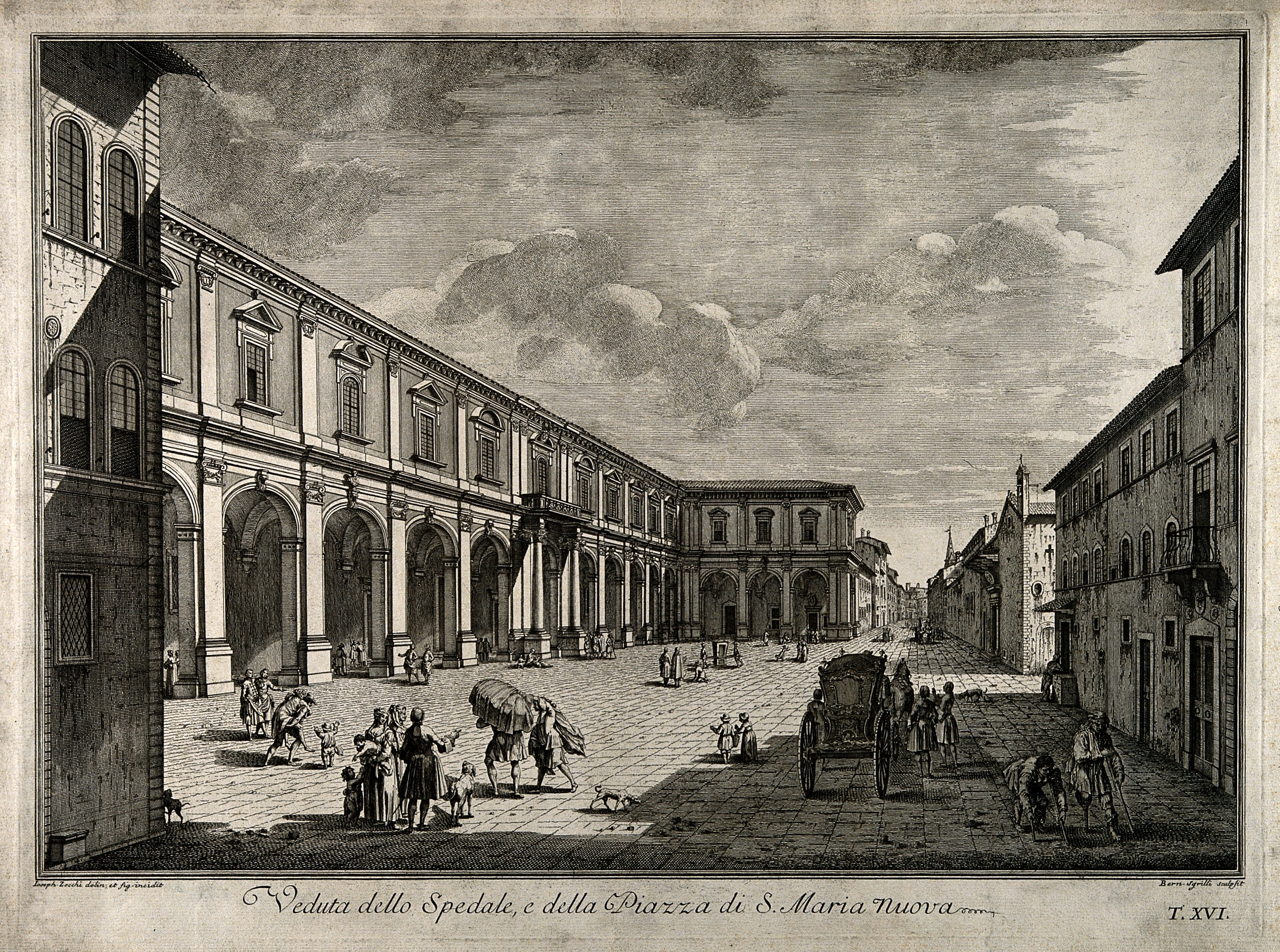
Ospedale di Santa Maria Nuova op een 18e-eeuwse prent